# Notre-Dame de la Garde
Notre-Dame de la Garde, často nazývána la Bonne Mère („Dobrá matka“), je katolická bazilika ve francouzském městě Marseille. Jde o jeden z největších symbolů města a nejnavštěvovanější turistický cíl v Marseille. Chrám byl postaven na základech starobylé pevnosti, na 149 metrů vysokém vápencovém výběžku na jižní straně starého přístavu. Stavba začala v roce 1853 a trvala více než 40 let. Původně se jednalo o rozšíření středověké kaple, ale na žádost kaplana otce Bernarda byl projekt velkoryse rozšířen. Plány vypracoval architekt Henri-Jacques Espérandieu. Chrám byl vysvěcen ještě nedokončený 5. června 1864. Krypta a některé části ve spodku stavby jsou v románském slohu, ale většina budovy je ve stylu novobyzantském. Hlavní věž měří 41 metrů, na ní stojí ještě 12,5 metrů vysoká zvonice a na ní 11,2 metru vysoká socha Madony s dítětem, vyrobená z mědi a pokrytá plátkovým zlatem. Vnitřní výzdoba je proslulá mozaikami, které prošly rozsáhlou obnovou v letech 2001 až 2008. 